# Doris Mundus
Doris Mundus (* 1951) ist eine deutsche Historikerin, Bibliothekarin, Autorin und Kuratorin. Sie war zuletzt stellvertretende Direktorin des Stadtgeschichtlichen Museums Leipzig.

## Werdegang
Doris Mundus studierte Bibliothekswissenschaft und Geschichte an der Humboldt-Universität zu Berlin (Dipl.-phil.). 1977 wurde sie Bibliothekarin und wissenschaftliche Mitarbeiterin des Stadtgeschichtlichen Museums Leipzig. Sie wirkte als Kuratorin und war von 1999 bis 2012 stellvertretende Direktorin. Sie veröffentlicht vor allem zur sächsischen Kultur-, Musik- und Regionalgeschichte des 19. Jahrhunderts.

## Werke
- mit Karin Kühling: Leipzigs regierende Bürgermeister vom 13. Jahrhundert bis zur Gegenwart. Eine Übersichtsdarstellung mit biographischen Skizzen. Sax-Verlag, Beucha 2000.
- Das Alte Rathaus in Leipzig. Lehmstedt, Leipzig 2003.
- (Hrsg.): Alfred Richter: Aus Leipzigs musikalischer Glanzzeit. Erinnerungen eines Musikers. Lehmstedt, Leipzig 2004.
- (Hrsg.): Carl Reinecke: Erlebnisse und Bekenntnisse. Autobiographie eines Gewandhauskapellmeisters. Lehmstedt, Leipzig 2005.
- Leipzig an einem Tag. Ein Stadtrundgang. Lehmstedt, Leipzig 2007.
- Leipzig 1989. Eine Chronik. Lehmstedt, Leipzig 2009.
- Halle an einem Tag. Ein Stadtrundgang. Lehmstedt, Leipzig 2009.
- Musikstadt Leipzig. Ein Stadtrundgang. Lehmstedt, Leipzig 2011.
- Dresden an einem Tag. Ein Stadtrundgang. Lehmstedt, Leipzig 2011.
- 800 Jahre Thomana. Bilder zur Geschichte von Thomaskirche, Thomasschule und Thomanerchor. Lehmstedt, Leipzig 2012.
- Sächsische Schweiz. Bruckmann, München 2014
- Albert Lortzing und der Leipziger Schiller-Verein. In: Thomas Schipperges (Hrsg.): Lortzing und Leipzig. Georg Olms Verlag, Hildesheim 2014. S. 123 ff
- Musikstadt Leipzig in Bildern. Das 19. Jahrhundert. Lehmstedt, Leipzig 2015.
- Pelze aus Leipzig. Pelze vom Brühl. Sax-Verlag, Beucha/Markkleeberg 2015.
- Torgau an einem Tag. Ein Stadtrundgang. Lehmstedt, Leipzig 2016.
- Leipziger Spaziergänge. Südfriedhof. Lehmstedt, Leipzig 2022.